# 相武山信男
相武山 信男（そうぶやま のぶお、1918年1月11日 - 没年不明）は、神奈川県津久井郡（現相模原市緑区）出身で出羽海部屋に所属した昭和年間の元大相撲力士。本名は橋本 信男（はしもと のぶお）。最高位は西十両2枚目。得意技は左四つ、寄り。

## 経歴
1937年1月場所に初土俵を踏む。1942年5月場所に十両に昇進。立ち合いに相手の懐に飛び込んで鋭い出足を生かし、左を差して一気に出る颯爽な取り口が持ち味だった。しかし、腰が軽く四つに組まれて出足を止められると、攻め手がなく苦戦した。十両4場所目の1944年1月場所、13勝2敗の好成績を挙げた（十両優勝は上位の九州錦）。翌5月場所は自己最高位となる西十両2枚目まで上がるが、3勝7敗と負け越し、11月場所は全休し、この場所限りで廃業した。

## 主な成績
- 通算成績：80勝52敗17休  勝率.606
- 十両成績：35勝28敗17休  勝率.556
- 現役在位：17場所
- 十両在位：6場所

### 場所別成績
| 1937年 （昭和12年） | （前相撲）         | （前相撲）         | x                       |
| 1938年 （昭和13年） | 東序ノ口24枚目 3–4 | 西序二段37枚目 5–2 | x                       |
| 1939年 （昭和14年） | 東三段目44枚目 3–4 | 西三段目51枚目 7–1 | x                       |
| 1940年 （昭和15年） | 西三段目16枚目 3–5 | 西三段目19枚目 5–3 | x                       |
| 1941年 （昭和16年） | 東三段目筆頭 6–2   | 西幕下23枚目 7–1   | x                       |
| 1942年 （昭和17年） | 東幕下8枚目 6–2    | 東十両13枚目 8–7   | x                       |
| 1943年 （昭和18年） | 西十両9枚目 7–8    | 西十両12枚目 4–4–7 | x                       |
| 1944年 （昭和19年） | 東十両15枚目 13–2  | 西十両2枚目 3–7    | 東十両9枚目 引退 0–0–10 |
| 各欄の数字は、「勝ち-負け-休場」を示す。 優勝 引退 休場 十両 幕下 三賞：敢=敢闘賞、殊=殊勲賞、技=技能賞 その他：★=金星 番付階級：幕内 - 十両 - 幕下 - 三段目 - 序二段 - 序ノ口 幕内序列：横綱 - 大関 - 関脇 - 小結 - 前頭（「#数字」は各位内の序列） |                    |                    |                         |

## 改名歴
- 橋本 信男（はしもと のぶお）1937年1月場所 - 1942年1月場所
- 相武山 信夫（そうぶやま のぶお）1942年5月場所 - 1944年1月場所
- 相武山 信男（そうぶやま のぶお）1944年5月場所 - 1944年11月場所